# Gasperina
Gasperina község (comune) Olaszország Calabria régiójában, Catanzaro megyében.

## Fekvése
A megye déli részén fekszik. Határai: Montauro, Montepaone és Palermiti.

## Története
Alapítására vonatkozóan nincsenek pontos adatok. Első írásos említése a 16. századból származik.

## Népessége
A népesség számának alakulása:

## Főbb látnivalói
- San Nicola Vescovo-templom
- Santa Caterina-templom
- San Giuseppe-templom
- Sant’Anna-templom